# Klubi Sportiv Burreli
Il Klubi Sportiv Burreli, noto come KS Burreli, è una società calcistica albanese fondata nel 1952 a Burrel. Milita attualmente nella Kategoria e Parë, la seconda serie del campionato albanese di calcio.
Nella sua storia ha disputato prevalentemente campionati minori, con 4 apparizioni nella Kategoria Superiore, la massima serie d'Albania.

## Storia
Il club è stato fondato nel 1952 col nome KS 31 Korriku Burrel. Disputa campionati nelle serie inferiori fino al 1981 quando viene promosso nella massima serie, ma al termine della stagione viene retrocesso in virtù del tredicesimo posto ottenuto. Ottiene una nuova promozione l'anno successivo ma anche in questa occasione la permanenza dura un solo anno essendo arrivato ultimo.
In altri due campionati gioca in Kategoria Superiore: nel 1987-88 e nel 1998-99, quando ha già assunto la denominazione attuale.
Nella stagione 2011-2012 milita in Kategoria e Parë

## Strutture

### Stadio
Il club gioca i suoi incontri casalinghi nello Stadiumi Liri Ballabani, impianto dotato di 3.000 posti.

## Palmarès

### Competizioni nazionali
- Kategoria e Parë: 3

1980-1981, 1982-1983, 1997-1998
- Kategoria e Dytë: 1

2005-2006

### Altri piazzamenti
- Kategoria e Parë:

Secondo posto: 1986-1987

## Organico

### Rosa 2013-2014
Aggiornata al 20 marzo 2014.
| N. |                    | Ruolo | Calciatore    |
| -- | ------------------ | ----- | ------------- |
|    | Albania (bandiera) | P     | Olti Bishani  |
|    | Albania (bandiera) | P     | Enis Haxhiu   |
|    | Albania (bandiera) | D     | Flogert Hima  |
|    | Albania (bandiera) | D     | Mirjan Pepa   |
|    | Albania (bandiera) | D     | Robert Grizha |

| N. |                    | Ruolo | Calciatore     |
| -- | ------------------ | ----- | -------------- |
|    | Albania (bandiera) | D     | Erbert Hotaj   |
|    | Albania (bandiera) | C     | Besnik Beqiri  |
|    | Albania (bandiera) | C     | Bruno Beqiri   |
|    | Albania (bandiera) | C     | Adlin Dervishi |
|    | Albania (bandiera) | A     | Bledar Përfati |

### Staff tecnico
- Allenatore:  Elvis Plori
- Vice-Allenatore: ?
- Team Manager: ?
- Preparatore dei portieri: ?
- Preparatore atletico: ?
- Medico sociale: ?